# Reyhaneh Parsa
Reyhaneh Parsa (Teheran, 20 februari 1999) is een Iraanse actrice. Reyhaneh Parsa werd geboren op de eerste dag van Esfand 1999 in Teheran. Ze studeerde af aan het conservatorium met een graad in drama.
In april 2009 was Parsa te gast in het Khandvaneh-programma. Het programma waaraan ze samen met Sina Mehrad deelnam, werd een record qua reflectie op sociale netwerken en het aantal kijkers van Telubion. Het eerste optreden van Parsa in een televisie-interview over het Iranium-programma vond plaats in augustus 2016.